# فرودگاه شهری ایلیزبتتن
فرودگاه شهری ایلیزبتتن (به انگلیسی: Elizabethton Municipal Airport) یک فرودگاه شهری است . این فرودگاه در کشور ایالات متحده آمریکا قرار دارد .